# Chorisoneura discoidalis
Chorisoneura discoidalis är en kackerlacksart som först beskrevs av Hermann Burmeister 1838.  Chorisoneura discoidalis ingår i släktet Chorisoneura och familjen småkackerlackor. Inga underarter finns listade i Catalogue of Life.